# Lats lettone

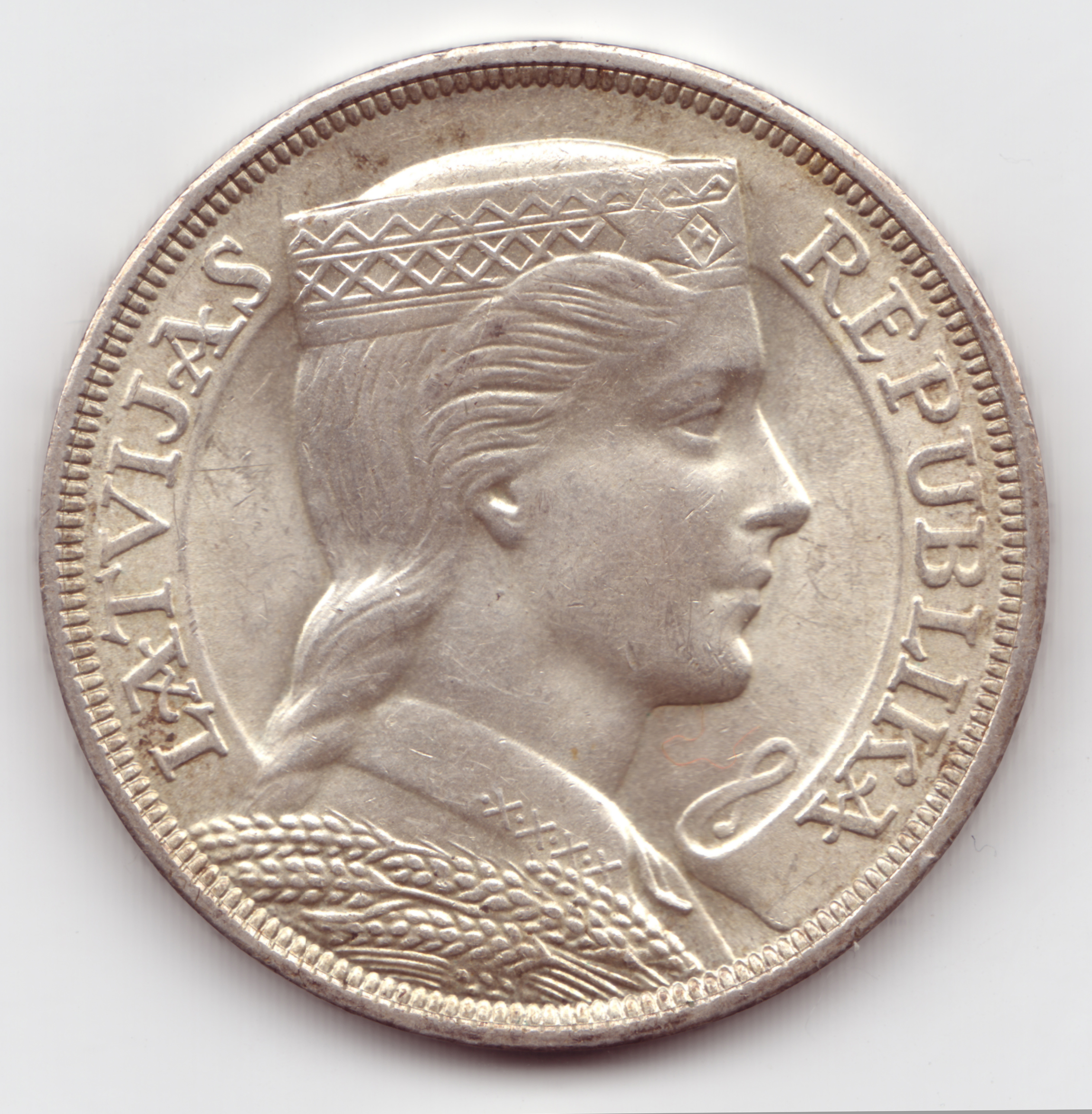
La moneta da 5 lati, usata prima della II guerra mondiale e diventata un simbolo dell'indipendenza durante l'URSS

Il lats lettone (in lettone: Lats, plurale Lati e Latu, codice valuta ISO 4217: LVL) è stata la valuta ufficiale della Lettonia. La sua abbreviazione era Ls. Ogni lats era diviso in 100 santims (in lettone: santīms, plurale santīmi, dal francese centime).

## Storia
Il lats venne introdotto per la prima volta nel 1922, rimpiazzando il rublo lettone a un cambio di 50 rubli = 1 lats. Nel 1940 la Lettonia fu incorporata nell'URSS e il lats venne rimpiazzato dal rublo sovietico alla pari.
Il lats è stato reintrodotto nel 1993, dopo che la Lettonia ha riottenuto l'indipendenza, rimpiazzando il rublo lettone a un cambio di 1 lats = 200 rubli.
Le monete avevano valori di 1, 2, 5, 10, 20 e 50 santimi, 1 e 2 lati. Le banconote avevano valori di 5, 10, 20, 50, 100 e 500 lati. La Banca Centrale Lettone emetteva anche monete commemorative in oro e argento nei valori di 2, 10, 20, 100 lati.
L'euro (eiro in lettone) ha sostituito il lats dal 1º gennaio 2014, con tasso di cambio irrevocabile a 0,702804 lats. La valuta era entrata nell'AEC2 il 2 maggio 2005 e aveva una banda di oscillazione rispetto alla sua parità centrale di 0,702804 LVL per EUR. Precedentemente era legata a un paniere di valute basato sui Diritti Speciali di Prelievo (SDR in inglese).
Il lats lettone è fuori corso dal 15 gennaio 2014.

## Banconote
- 5 lati: quercia
- 10 lati: fiume Daugava e foglia di quercia
- 20 lati: casa tradizionale
- 50 lati: nave e foglia di quercia
- 100 lati: Krišjānis Barons e foglia di quercia
- 500 lati: ritratto femminile in costume e foglia di quercia